# Jens Rosing (Politiker)
Jens Karl Niels Rosing (* 15. April 1900 in Nuuk; † 1944) war ein grönländischer Landesrat.

## Leben
Jens Rosing war ein Sohn des Missionars Hans Christian Theodor Rosing (1866–1944) und seiner Frau Malene Karoline Klara Kreutzmann (1869–1943). Er war unter anderem ein Enkel der Hebamme Karoline Rosing (1843–1901) und des Künstlers Jens Kreutzmann (1828–1899). Zu seinen Brüdern gehörten Peter Rosing (1892–1965), Otto Rosing (1896–1965), Nikolaj Rosing (1903–1968) und Kâle Rosing (1911–1974).
Jens Rosing wurde in Nuuk geboren, wo sein Vater zu diesem Zeitpunkt als Katechet arbeitete. 1904 wurde dieser zum Missionar in Ostgrönland ernannt, wo Jens Rosing fortan aufwuchs. 1922 kehrte die Familie nach Westgrönland zurück und sein Vater wurde Pastor in Appat. Jens Rosing lebte anschließend dort als Jäger und heiratete dort am 26. Dezember 1923 Pauline Sophie Dorthe Johanne Guldager (1901–?), Tochter von Lars Ole Josva Guldager und Mette Eleonora Kirstine Svendsen. Aus der Ehe ging unter anderem der Sohn Ulrik Rosing (1928–2006) hervor, der Journalist und Politiker wurde. Jens Rosing wurde 1927 in den nordgrönländischen Landesrat gewählt, wo er bis zum Ende der Legislaturperiode 1932 blieb. Er starb 1944 im Alter von rund 44 Jahren im selben Jahr wie sein Vater.